# Château Schossberger
Le château Schossberger est un manoir situé non loin de Budapest construit dans un style néorenaissance au XIXe siècle par Gyula Bukovics.

## Histoire
Situé dans la ville de Tura, en Hongrie, le domaine est d'abord la propriété de la famille Esterházy, avant d'être vendu en 1873 au baron Sigismond Schossberger. Depuis le compromis austro-hongrois de 1867, la famille Schossberger s'est considérablement enrichie. Sigismond Schossberger (1826-1900), magnat de l'industrie sucrière de la région, est anobli par l'empereur François-Joseph en 1863. Il décide de se faire construire un palais digne de sa nouvelle condition aristocratique.
Il fait donc appel à l'architecte Gyula Bukovics, qui dessine les plans grandioses d'un palais néo-Renaissance. La construction du manoir familial débute dès 1873 pour s'achever dix ans plus tard, en 1883.
Dans les années 1930, la situation financière de la famille Schossberger se détériore. Le fils de Sigismond, Victor von Schossberger, est contraint de vendre plusieurs milliers d'hectares, et notamment des terres agricoles nécessaires à la subsistance de la famille. Après la mort de Victor, ses deux enfants, Victor et Clara, héritent du domaine. Ils peinent à entretenir le manoir.
Entretemps, la Seconde Guerre mondiale a éclaté, la situation des Schossberger devient précaire et des officiers allemands s'installent au château, réduisant comme peau de chagrin les restes de la fortune des Schossberger. À l'arrivée de l'Armée rouge en 1944, le château est finalement abandonné et les Schossberger émigrent au Royaume-Uni.
Le manoir abandonné sert alors de logement aux soldats soviétiques, avant de devenir un hôpital de guerre en 1945. La famille est officiellement expropriée et le château est nationalisé, comme ce fut le cas de beaucoup d'autres lorsque les communistes s'installèrent au pouvoir au sortir de la guerre. Le manoir sert d'école primaire à partir de 1946 jusqu'en 1973. Il est ensuite géré par une entreprise publique et laissé à l'état d'abandon.
Depuis les années 1980, le château a connu beaucoup de propriétaires, si bien qu'aujourd'hui, il est dans un état de délabrement très avancé. Une timide réhabilitation de l'édifice a commencé en 2005, mais elle a été interrompue. Le château peut se visiter.

## Description
Le manoir n'a pas été construit en pierres mais en briques, il est néanmoins habillé d'un crépi qui imite les pierres taillées afin de parfaire son aspect palatial. L'édifice se situe sur une crête soigneusement choisie par Sigismond Schossberger pour pouvoir dominer le paysage environnant. À la demande de ce dernier, Gyula Bukovics a accentué l'effet pittoresque de la construction, rappelant ainsi les châteaux de la Renaissance française. Le toit élevé a été décoré de lucarnes et de longues cheminées.
L'intérieur est plutôt de style italien. Le château disposait de tout le confort moderne puisqu'il y avait un chauffage central et l'eau courante. Le manoir comporte un étage ainsi qu'un grenier. Il y a également un sous-sol qui permettait à la maison, conjugué aux trente centimètres d'épaisseur des murs, de conserver une température ambiante agréable. Gyula Bukovics avait imaginé un ingénieux puits de lumière, qui, grâce à une verrière, la mezzanine au-dessus du hall d'entrée et un habile jeu de miroir, apportait beaucoup de lumière à l'intérieur.

## Projet de transformation en hôtel de luxe
La société Château de Tura (en hongrois Turai Kastély Kft.) projette de faire du manoir un hôtel cinq étoiles. Normalement, le château devrait se voir enrichi d'une seconde aile. Construite dans le respect du style voulu par les Schossberger, elle permettrait au château d'avoir 120 chambres ainsi qu'une salle de conférence.
La société a fait appel à Horwath Consulting pour élaborer son projet, qui devrait comporter un restaurant de luxe avec terrasse, un centre de bien-être, ainsi qu'un parc réaménagé.

## Anecdote
C'est sur le site du château qu'a été tournée en 2007 une partie du film Le Secret de Moonacre. Le réalisateur Gábor Csupó a choisi le château des Schossberger pour « incarner » le manoir de Moonacre.
Selon la plaque visible lors de la visite du château, plusieurs scènes du film Au pays du sang et du miel réalisé par Angelina Jolie y ont également été tournées.

## Sources
- (en) « Famille Schossberger »
- (hu) « Château Schossberger »

## Galerie de photographies

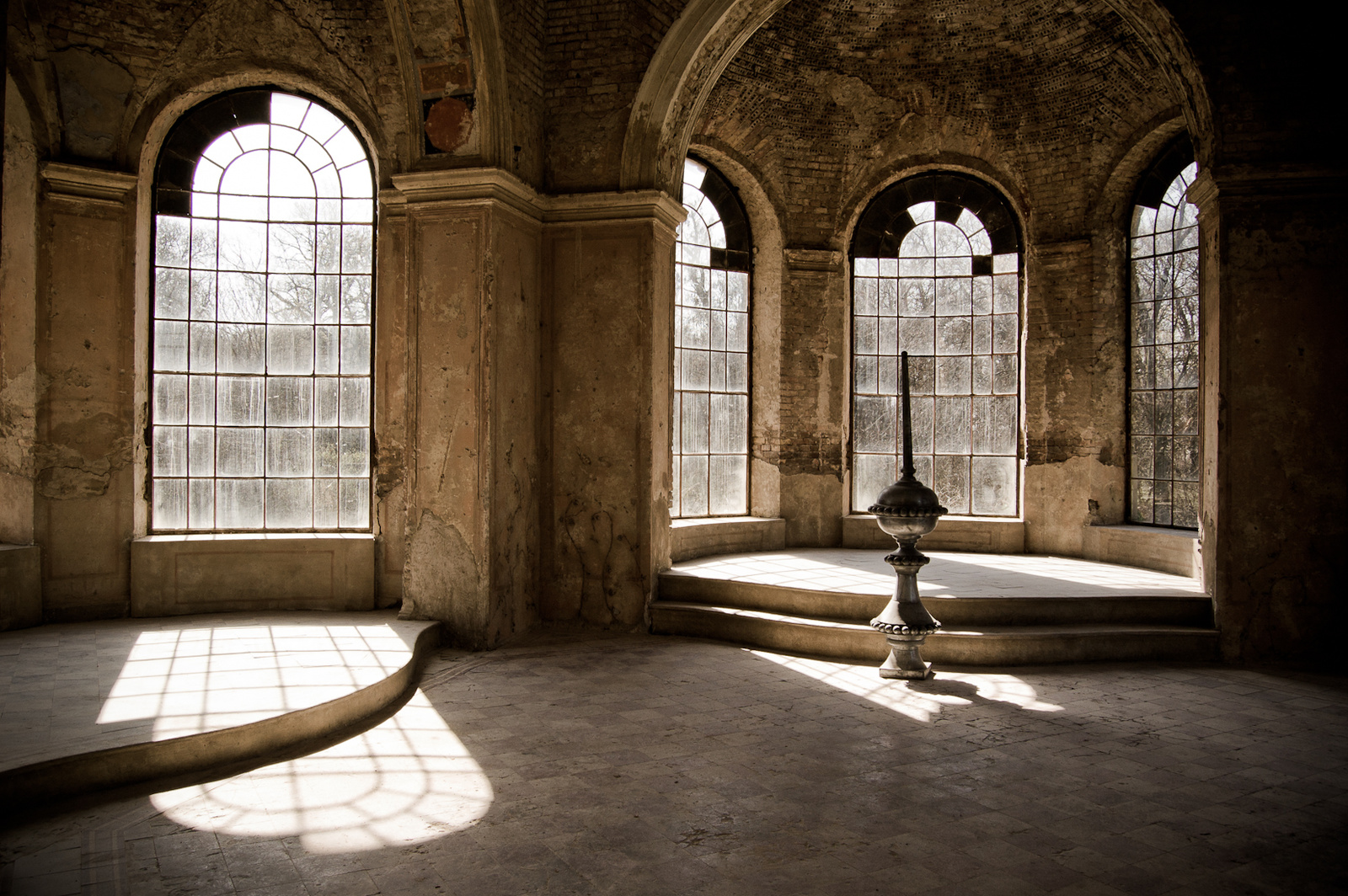
Espace intérieur.
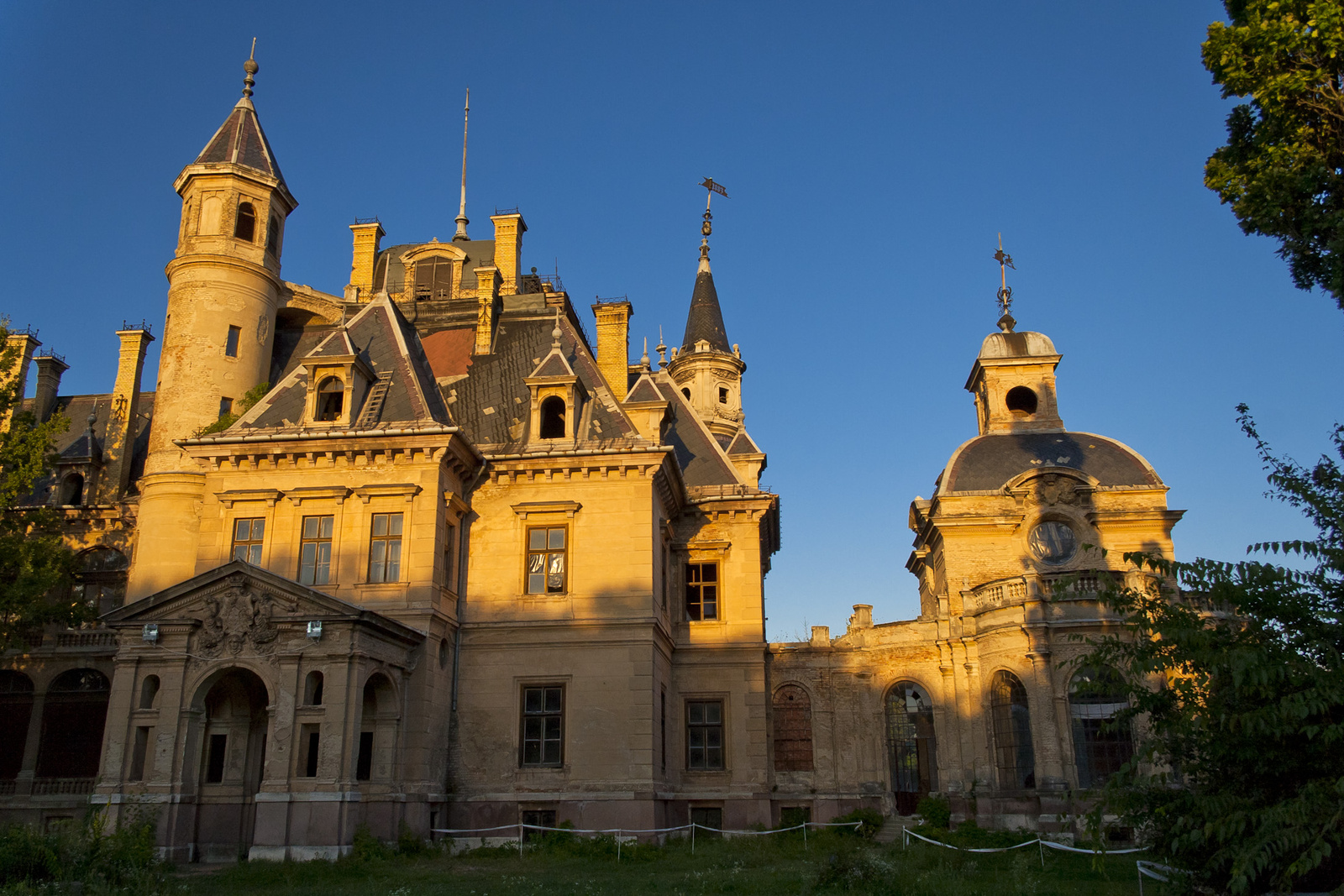
Au soleil couchant.
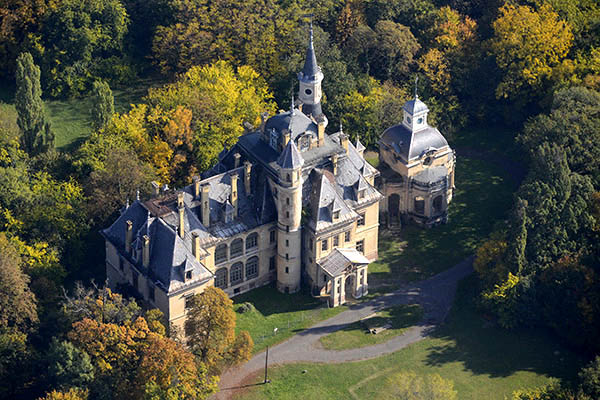
Vue aérienne.
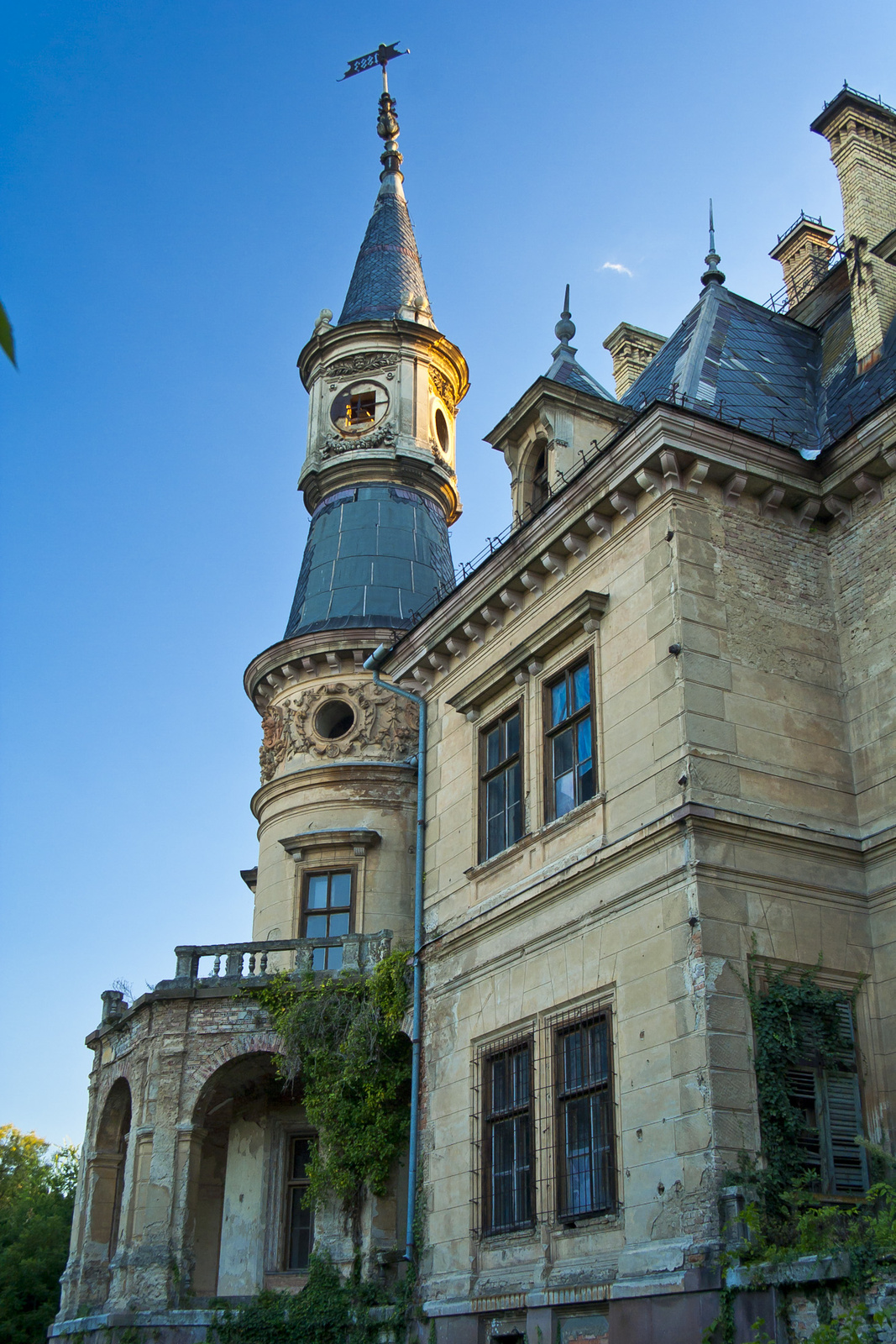
Tour nord avec girouette indiquant 1883.